# Vlad Chiricheș
Vlad Iulian Chiricheș (Bacău, 14. studenog 1989.) je rumunjski nogometaš koji trenutačno igra za FCSB. Također je član rumunjske nogometne reprezentacije. 

## Klupska karijera
Profesionalnu karijeru je započeo u 2008. godini u Internaționalu, gdje je promovirao na kraju sezone u Ligu I. Nakon što je se Internațional ugasio u 2010. godini, Chiricheș i mnogi suigrači su prešli u Pandurii Târgu Jiu. Nakon jedne sezone je potpisao za Steaua Bukurešt. Dvije godine kasnije je Steaua Bukurešt realizirala Chiricheşev transfer u englesku Premier ligu u Tottenham Hotspur za 9,5 milijuna eura. Taj transfer je postao klupski rekord u povijesti rumunjskog kluba. U rujnu je debitirao za Spurse u 4:0 pobijedi protiv Aston Ville u Ligu kupa. Debitirao je u Premier ligi također protiv Aston Ville, gdje je Tottenham Hotspur ponovno odnio pobijedu. U drugoj polovici sezone 2014./15. je zabilježio tri nastupa u Londonu. U srpnju 2015. godine je Rumunjac prešao u redove talijanskog Napolija.
U rujnu 2019. godine je Chiricheș poslan na posudbu u Sassuolo. U svim natjecanjima nije skupio više od 48 nastupa za napuljski klub, zbog konkurencije i brojnih ozljeda. Neroverdi su platili 10 milijuna eura za Rumunjca.

## Reprezentativna karijera
Za rumunjsku nogometnu reprezentaciju je debitirao protiv Luksemburga u 2011. godini i odigrao je preko 55 utakmica za domovinu. U kolovozu 2013. godine je branič po prvi put bio kapetan rumunjske reprezentacije u prijateljskoj utakmici protiv Slovačke. Rumunjski nogometni izbornik objavio je u svibnju 2016. popis za nastup na Europskom prvenstvu u Francuskoj, na kojem je se nalazio kapetan Chiricheș. Chiricheș je igrao u svim utakmicama na Europskom prvenstvu. Rumunjac je zbog ozljede morao propustiti prvu kvalifikacijsku utakmicu protiv Crne Gore za Svjetsko prvenstvo u Rusiji.